# Sân bay Oskarhamn
Sân bay Oskarshamn (tiếng Thụy Điển: Oskarshamns flygplats) là một sân bay ở Oskarshamn, Thụy Điển (IATA: OSK, ICAO: ESMO).

## Các hãng hàng không và tuyến bay
- Skyways Express (Stockholm-Arlanda)